# Привіт сім'ї
«Привіт сім'ї» (англ. The Family Stone) — комедійний фільм 2005 року. Фільм «Родинний камінь» вийшов на екрани США 16 грудня 2005 року і мав комерційний успіх, зібравши у світовому прокаті 93 мільйони доларів. За свою гру Паркер була номінована на премію «Золотий глобус», а Кітон, Нельсон і МакАдамс отримали по одній номінації на премію «Сателіт».

## Сюжет
Стоуни вирізняються «рідкісною єдністю і взаєморозумінням». Коли син Еверетт приводить у дім наречену Мередіт, ексцентрична сімейка оголошує молодим рішучу незгоду. Закохані звертаються до сестри Джулі, проте це тільки ускладнює ситуацію.

## У ролях
| Актор                | Роль                 |
| -------------------- | -------------------- |
| Сара Джессіка Паркер | Мередіт Мортон       |
| Клер Дейнс           | Джулі Мортон         |
| Дайан Кітон          | Сібіл Стоун          |
| Рейчел Макадамс      | Еммі Стоун           |
| Дермот Малруні       | Еверетт Стоун        |
| Крейг Нельсон        | Келлі Стоун          |
| Люк Вілсон           | Бен Стоун            |
| Тайрон Джиордано     | Тед Стоун            |
| Брайан Дж. Вайт      | Патрік Томас         |
| Елізабет Різер       | Сюзан Стоун Тросдейл |

## Саундтрек
Пісні, що входять до саундтреку фільму, включають:
- «Let It Snow! Let It Snow! Let It Snow!» у виконанні Діна Мартіна.
- «Jingle Bells» у виконанні Джонні Мерсера.
- «Fooled Around and Fell in Love» у виконанні Елвіна Бішопа.
- «Miracles» та «Count on Me» у виконанні гурту Jefferson Starship.
- «Right Back Where We Started From» у виконанні Максін Найтінгейл.
- «Have Yourself a Merry Little Christmas» у виконанні Джуді Гарленд у фільмі «Зустрінь мене в Сент-Луїсі», який Сюзанна дивиться в сцені.